# Katedra św. Teresy z Ávili w Požedze
Katedra św. Teresy z Ávili w Požedze (chor. Katedrala sv. Terezije Avilske) – kościół katedralny diecezji pożedzkiej, ustanowionej w 1997 roku. Stoi na barokowym Trgu sv. Terezije (Placu Świętej Teresy), w pobliżu wzgórza, na którym niegdyś stała średniowieczna twierdza.
Biskup Zagrzebia, Franjo Thauszy wydał 80.000 forintów na budowę katedry. Monety były pierwotnie przeznaczone na odbudowę Požegi należącej do biskupa Thauszya. Cesarzowa Maria Teresa zatwierdziła budowę 11 lipca 1754 roku, która rozpoczęła się w dniu 28 czerwca 1756 roku. Po siedmiu latach budowy, bp Franjo Thauszy poświęcił kościół 24 lipca 1763 roku. Świątynia otrzymała wezwanie św. Teresy, hiszpańskiej zakonnicy i doktora Kościoła, która odnowiła żeńską gałąź zakonu karmelitów. Św. Teresa była patronką cesarzowej Marii Teresy, która po niej dostała imię.
Budowniczymi kościoła byli prawdopodobnie styryjscy (Maribor) budowniczowie Josef Hoffer i Johann Josef Fuchs.
Szczyt pierwszej wieży został uszkodzony podczas burzy w 1926, kiedy został zastąpiony przez nowy o 63-metrowej wysokości.
Wnętrze jest zaprojektowane w stylu barokowym i rokokowym. W środku ołtarz św. Teresy, prezent od biskupa Thauszya. Wśród innych ołtarzy, boczny ołtarz św. Jana Nepomucena, dar Franje Nádasdy i ołtarz św. Michała Archanioła, prezent proboszcza kutjevskiego Josipa Maurovića, urodzonego w Požedze. Ambona jest również darem od biskupa Thauszya. Organy katedry zostały wykonane przez Josipa Brandla z Mariboru. Znajdują się one w katedrze od 1900 roku. W 1893 roku świątynia otrzymała dwa tyrolskie ołtarze zbudowane w pracowni rzeźbiarza i snycerza Ferdinanda Stuflessera (1855–1926). Są to boczne ołtarze Nawiedzenia Najświętszej Maryi Panny i Matki Bożej z Lourdes, oba z towarzyszącymi im późniejszymi posągami. Pod koniec XIX wieku wprawiono zestaw sześciu ośmiobocznych witraży.
Obrazy katedry namalowali chorwaccy malarze Celestin Medović i Oton Iveković w 1898 i 1899 roku. Medović namalował obraz św. Teresy z Ávili, ewangelistów Marka i Mateusza, Jezusa na Górze Oliwnej, i świętego Cyryla. Iveković namalował ewangelistów Łukasza i Jana, św. Cecylię, Zwiastowanie i św. Metodego. Razem namalowali obraz Trójcy Świętej nad głównym ołtarzem.